# Последна ваканция (филм, 1969)
„Последна ваканция“ е съветски игрален филм на режисьора Валерий Кремньов, заснет по сценарий на Александър Корин от творческото дружество „Юность“ на студио „Мосфилм“ през 1969 г.

## Сюжет
В последните ваканции от училищното си детство деветокласникът Борис решава да работи в рибарско пристанище. Данила, по-малкият брат на Борис, известен млад художник в малкия им град, е местна знаменитост. Борис трябва да се примири с факта, че всички около него го възприемат не като отделен човек, а като брат на дете чудо.
Времето, което Борис прекарва далеч от дома, му позволява да погледне по нов начин отношенията с родителите си, момичето със съученичка и известния си брат. Както се оказа, за да си просто добър човек, трябва и талант, понякога не по-малък от таланта на художник.
Филмът е заснет в Крим, по-специално в Ялта и в околностите на Судак на нос Алчак.

## Снимачен екип

### Създатели
- Сценарист – Александър Корин
- Сценичен режисьор – Валери Кремнев
- Оператор – Игор Черних
- Сценограф – Александър Кузнецов
- Композитор – Павел Аедоницки
- Текстове на Игор Шаферан
- Звукорежисьор – В. Беляров
- Диригент – В. Терлецки
- Режисьор – Е. Илинов
- Оператор – В. Сазонов
- Костюми от Е. Приеде
- Грим – А. Маслова
- Редакция Н. Майорова
- Редактор – Л. Голубкина
- Трикова фотография:
  - оператор – В. Якубович
  - художник – Н. Звонарев
- Режисьор на картината: Валерий Гандрабура

Песента „Ти чакай“ се изпълнява от Зоя Харабадзе и Олег Анофриев.

### В ролите
- Александър Вдовин – Борис Давидов
- Андрей Удовик – Данилка Давидов
- Ирина Борисова – Нина Масленникова, приятелка на Борис
- Мая Булгакова – майка на Борис и Данило
- Лев Круглий – Иван Давидов, баща на Борис и Данило
- Юрий Назаров – Антон, партньор на Борис в пристанището
- Георги Щил – собственик на вила
- Борис Кудрявцев – Иван Петрович Григориев
- Валентина Xмапа – Анна Степановна
- Наталия Маркина – Елена
- Аркадий Листаров – Льошка Максимов
- Александър Скрипник – Алик Казанцев
- Наталия Зорина – изкуствовед от Москва
- Ирина Мурзаева – частни лица
- Николай Парфьонов е контрольор в електрически влак
- Катерина Мазурова – Евдокия Анисимовна
- Виктор Мапкин – епизод
- Валери Василиев – епизод
- А. Сапожников – епизод
- Вадим Грачов – епизод
- Л. Сидорска – епизод
- Ирина Титова – Вирочка, пощенски служител
- С. Тарасов – епизод
- Светлана Харитонова – майката на Гарик
- И. Чернишова – епизод

## Технични данни
- Широк екран
- Черно-бял
- 2437 метра
- 89 минути